# Occupazione giapponese dell'Indocina
La occupazione giapponese dell'Indocina francese durante la seconda guerra sino-giapponese fu un'operazione militare conclusa in pochi giorni nel settembre 1940 dall'Esercito imperiale giapponese, che costrinse le autorità coloniali dell'Indocina francese ad accettare una presenza di truppe giapponesi nel Tonchino superiori a quanto concordato in precedenza. La Francia era appena stata conquistata dalle armate tedesche nel corso della seconda guerra mondiale ed il governo collaborazionista di Vichy era troppo debole per rifornire le colonie e resistere all'aggressione giapponese.
Le truppe imperiali, impegnate dal 1937 nella seconda guerra sino-giapponese, furono così in grado di garantirsi l'interruzione degli aiuti degli Stati Uniti alla Repubblica cinese di Chiang Kai-shek, che venivano inviati con la ferrovia dalla stazione di Haiphong, principale porto del Vietnam settentrionale, a quella di Kunming, nella provincia cinese sud-occidentale dello Yunnan. Il controllo del Tonchino e l'utilizzo degli aeroporti locali permise inoltre ai giapponesi di avere nuove basi di partenza per gli attacchi alle roccaforti cinesi.
Insediatisi inizialmente nel solo Tonchino, i giapponesi invasero anche il sud dell'Indocina francese nell'estate del 1941. Fu la base di partenza per invadere Thailandia, Malesia e Birmania allo scoppio della guerra del Pacifico nel dicembre 1941. L'occupazione si sarebbe protratta fino alla fine del conflitto. Con la successiva crisi delle Potenze dell'Asse, nel marzo del 1945 i giapponesi inasprirono l'occupazione disarmando i francesi e costringendo i sovrani locali a proclamare l'indipendenza del proprio Paese dalla Francia, sotto protettorato giapponese. Alla cessazione del conflitto i giapponesi si ritirarono e nella regione ebbero luogo sollevazioni che culminarono nella guerra d'Indocina.

## Premesse
L'ondata di nazionalismo che da diversi anni scuoteva il Giappone e la grave crisi in cui si trovava la Cina, in difficoltà per la crisi interna del Kuomintang e le rivolte dei comunisti, avevano portato nel settembre 1931 all'invasione giapponese della Manciuria. Pochi mesi dopo era stato creato lo Stato fantoccio del Manchukuo. La spinta espansionistica giapponese continuò negli anni successivi costringendo i cinesi nel 1933 alla vana difesa della Grande Muraglia. Nel 1935 Chiang Kai-shek fu costretto a cedere ai giapponesi il controllo dell'Hebei, con la firma degli accordi di He–Umezu, e il controllo del Chahar con gli accordi di Chin–Doihara. Tale accordo schiuse all'Esercito imperiale la possibilità di penetrare nella Mongolia Interna, dove l'anno successivo fu creato l'altro Stato fantoccio del Mengjiang.

### Guerra sino-giapponese
L'incidente del ponte di Marco Polo del 7 luglio del 1937 diede il via alla seconda guerra sino-giapponese con l'immediata capitolazione di Pechino e del vicino porto di Tianjin. Tra l'agosto e il novembre successivi ebbe luogo la cruenta battaglia di Shanghai, al termine della quale i giapponesi occuparono la metropoli cinese. Anche la successiva battaglia di Nanchino, allora capitale e sede del Kuomintang, vide la vittoria delle truppe imperiali, che entrarono in città e si lasciarono andare ad ogni sorta di barbarie sulla popolazione in quello che è ricordato come il massacro di Nanchino.
L'offensiva giapponese continuò nel 1938 malgrado la sconfitta subita in primavera nella battaglia di Taierzhuang per mano dell'Esercito rivoluzionario nazionale. Il Kuomintang e i comandi delle forze armate si erano intanto arroccati a Wuhan, dalla quale furono costretti a fuggire quando i giapponesi la espugnarono in ottobre al termine della battaglia di Wuhan. Nel timore di un intervento russo, il governo di Tokyo aveva offerto di negoziare la pace, ma Chiang Kai-shek chiese invano il ritiro delle truppe di occupazione sulle posizioni dell'anteguerra e si rifiutò di trattare, portando il quartier generale a Chongqing. Nei mesi successivi la città fu pesantemente bombardata dall'aviazione militare nipponica insieme ad altre delle maggiori città cinesi e milioni furono le vittime tra i civili.
Costretto sulla difensiva dall'inizio del conflitto, alcune importanti vittorie conseguite nel 1939 sui giapponesi portarono agli inizi del 1940 l'esercito del Kuomintang alla prima controffensiva, che fu respinta dal tecnologicamente superiore esercito giapponese. Il conflitto entrò quindi in una fase interlocutoria, durante la quale i giapponesi organizzarono i nuovi territori sotto il proprio controllo fondando il 30 marzo il nuovo Stato fantoccio della Repubblica di Nanchino, affidata al collaborazionista cinese Wang Jingwei, e creando una rete di altri collaborazionisti. Il 29 giugno, il ministro degli Esteri giapponese Hachirō Arita lanciò da un'emittente radiofonica il proposito di creare la sfera di co-prosperità della Grande Asia orientale, con la quale il Giappone aspirava al ruolo di guida promettendo benessere alla regione, estromettendo dalla stessa gli interessi dell'Occidente.

### Seconda guerra mondiale e caduta della Francia
Era intanto scoppiata la seconda guerra mondiale il 1º settembre 1939 con l'attacco della Germania nazista alla Polonia. Il 3 settembre, Gran Bretagna, Australia, Nuova Zelanda, India e Francia furono i primi Paesi a dichiarare guerra alla Germania. Il giorno dopo il Giappone annunciò la propria neutralità nel conflitto europeo. Dopo i primi successi nel 1939, la primavera successiva le truppe naziste misero in atto l'invasione di Danimarca e Norvegia, del Belgio, dei Paesi Bassi e del Lussemburgo. Il 10 maggio ebbe inizio l'invasione della Francia, che i tedeschi portarono a termine in giugno.
Il 10 giugno l'Italia fascista entrò nel conflitto a fianco della Germania dichiarando guerra a Francia e Gran Bretagna. Il 16 giugno il governo francese fu affidato al maresciallo Philippe Pétain, con l'incarico di trattare l'armistizio con gli invasori, che fu firmato il 22 giugno. Gli accordi comprendevano l'istituzione del governo collaborazionista di Vichy, controllato dai tedeschi ed affidato allo stesso Pétain.

### Trattative giapponesi con il governo dell'Indocina francese

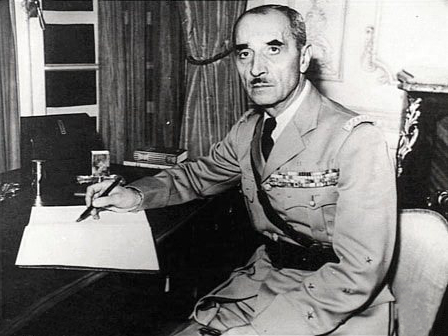
Il generale Georges Catroux nell'ottobre del 1940 a Londra. Richiamato in Patria per la sua gestione dell'accordo con i giapponesi, durante lo scalo a Singapore lascia il suo posto nell'esercito di Vichy e si unisce alle forze della France Libre del generale de Gaulle

Una delle priorità giapponesi fu quella di bloccare i rifornimenti di armi ed altri generi di necessità al Kuomintang. È stato stimato che, fino al giugno del 1940, dal porto vietnamita di Haiphong gli statunitensi avessero inviato circa 10 tonnellate di aiuti ogni mese al governo di Chiang Kai-shek. I giapponesi approfittarono della capitolazione della Francia e in giugno chiesero invano al comandante francese George Catroux il permesso di utilizzare alcune basi militari nel Tonchino. I francesi opposero un nuovo rifiuto il 10 luglio, quando i giapponesi richiesero di transitare attraverso il Tonchino per raggiungere lo Yunnan, malgrado il dispiegamento di tre divisioni dell'armata del Kwantung nei pressi della frontiera sino-vietnamita. La gestione Catroux fu criticata in Francia ed il generale fu sostituito dall'ammiraglio Jean Decoux.
Il 30 agosto, Vichy fu costretta ad un accordo di massima con cui concedeva al Giappone l'uso di tre basi aeree e il passaggio di truppe attraverso il Tonchino; le nuove richieste giapponesi, accompagnate da una dimostrazione navale nel golfo del Tonchino, obbligarono la Francia a firmare il 21 settembre un accordo che definiva le modalità per lo sbarco delle truppe giapponesi in Indocina. Fu concordato che nelle tre basi potessero stazionare 6 000 soldati dell'Esercito imperiale e che potesse transitare un massimo di 25 000 soldati, previe speciali autorizzazioni dei francesi per qualsiasi movimento delle forze armate giapponesi nella regione. L'accordo permise al governo di Vichy di salvaguardare la propria sovranità sui territori vietnamiti.

## Occupazione del Tonchino
La sera del 22 settembre la quinta divisione di fanteria giapponese di stanza in Cina e forte di 30 000 uomini attraversò la frontiera indocinese in tre punti diversi nella provincia di Lang Son senza chiedere i permessi concordati. Coadiuvate da carri armati e da unità di supporto, le forze giapponesi guidate dal generale Nakamura ebbero la meglio sulle difese coloniali, che consistevano in 5 000 uomini agli ordini del generale Mennerat ed organizzati in quattro reggimenti, dei quali solo uno di truppe scelte della legione straniera, e con scarse dotazioni di materiale bellico. Il giorno 23, il governo di Vichy chiese formalmente la sospensione delle ostilità ed il rispetto degli accordi siglati.
La guarnigione francese arroccata a Lang Son resistette 3 giorni prima di capitolare il 25 settembre. La resa francese fu facilitata anche dalla diserzione in massa delle truppe indigene, che lasciarono i soli francesi a difendere la città. Sotto i colpi dell'artiglieria nemica, senza appoggio dell'aviazione militare e dell'artiglieria, la mattina del 25 il generale Mennerat comunicò ad Hanoi l'imminente capitolazione. Poche ore dopo il generale Martin diede l'ordine della resa di Lang Son, che ebbe luogo dopo un breve negoziato.
Riserve francesi provarono a bloccare la strada di Hanoi, ma nuove truppe giapponesi sbarcarono a sud di Haiphong. Circa 4 500 giapponesi accompagnati da carri armati posero sotto assedio Haiphong e nel corso dei bombardamenti alla città persero la vita 37 civili. Il 25 settembre l'imperatore Hirohito ordinò il cessate il fuoco e il giorno dopo ebbero termine gli scontri. Fu quindi concordato che i giapponesi avessero il controllo sulle basi aeree di Gia Lam, ad Hanoi, di Lao Cai, nella zona centrale della frontiera sino-vietnamita, e di Phu Lang Thuong, a Bac Giang, 50 km a nord di Hanoi. Fu inoltre autorizzato lo spiegamento di una guarnigione giapponese di 600 uomini ad Hanoi e una di 900 ad Haiphong. I giapponesi si impegnarono a rispettare la sovranità francese sui territori indocinesi.
Lo sbandamento dei francesi nei giorni dell'invasione permise ai ribelli comunisti vietnamiti rifugiati nelle zone di frontiera di organizzarsi ed istituire una propria amministrazione nel distretto di Bac Son della provincia di Lang Son, ma le autorità coloniali furono in grado di riprendere subito il controllo della zona.

### Conseguenze
Il 27 settembre fu sottoscritto a Berlino il patto tripartito tra i governi del III Reich tedesco, del Regno d'Italia e dell'Impero del Giappone, che definì le aree di influenza di ciascuno dei tre Stati, l'Europa per la Germania, il Mediterraneo per l'Italia, l'Estremo Oriente per il Giappone. Fu un altro segnale forte di belligeranza da parte dei nipponici, che comunque sarebbero entrati in guerra solo nel dicembre dell'anno successivo.
Il 5 ottobre furono liberati i prigionieri francesi in mani giapponesi. Quando fu riconsegnata Lang Som al governo coloniale, il generale Nakamura lesse un messaggio dell'imperatore Hirohito, che esprimeva un profondo dispiacere per "l'incidente di Lang Som". In seguito si registrò un'inattesa ma attiva collaborazione tra giapponesi e francesi in Indocina. Entro la fine di novembre, i 30 000 militari della quinta divisione di fanteria giapponese furono evacuati ed imbarcati ad Haiphong.
Gli Stati Uniti annunciarono nell'ottobre 1940 l'embargo alla vendita dei prodotti petroliferi al Giappone, ma non fu applicato con rigore e le petroliere giapponesi riuscirono a rifornirsi regolarmente di tali prodotti nei porti della California fino al luglio dell'anno successivo. Nei mesi successivi i giapponesi rimasero fedeli agli accordi presi e non occuparono il resto dell'Indocina francese.
Verso la fine di ottobre, la Thailandia violò il patto di non aggressione firmato a giugno con Gran Bretagna e Francia e chiese inutilmente ai francesi la cessione di alcuni territori che le erano stati sottratti nel 1893 con la guerra franco-siamese. Dopo vane trattative, il 23 novembre truppe thai passarono il confine dando il via alla guerra franco-thailandese. Le operazioni si limitarono a scontri nelle zone di frontiera e alla battaglia di Koh Chang tra le flotte. Le ostilità ebbero fine il 31 gennaio 1941 con un armistizio imposto dal Giappone. Con l'accordo firmato il 9 maggio a Tōkyō da Decoux, Vichy cedette alla Thailandia alcune provincie in Cambogia del Nord-ovest e vaste zone nel sud e nel nord-ovest del protettorato del Laos. In totale erano circa 70000 km² di territori, di cui i thai presero ufficialmente possesso il 27 luglio.

## Espansione giapponese nel sud dell'Indocina
Nel marzo 1941, il ministro degli Esteri nipponico Yōsuke Matsuoka incontrò Adolf Hitler, che sollecitò una spinta offensiva giapponese verso sud contro le potenze anglosassoni, ma non informò il diplomatico dei progetti tedeschi di offensiva generale contro l'Unione Sovietica. Quindi Matsuoka, ignaro dei piani tedeschi, in aprile si incontrò a Mosca con Stalin e Molotov e, dopo difficili trattative, firmò il 13 aprile su istruzione di Tokyo il Patto nippo-sovietico di non aggressione, che riduceva la pressione sovietica sulla Manciuria e liberava forze nipponiche per la spinta verso sud. L'inizio dell'invasione tedesca della Russia il successivo 22 giugno provocò una svolta della situazione generale ed impose scelte decisive anche alla dirigenza giapponese.

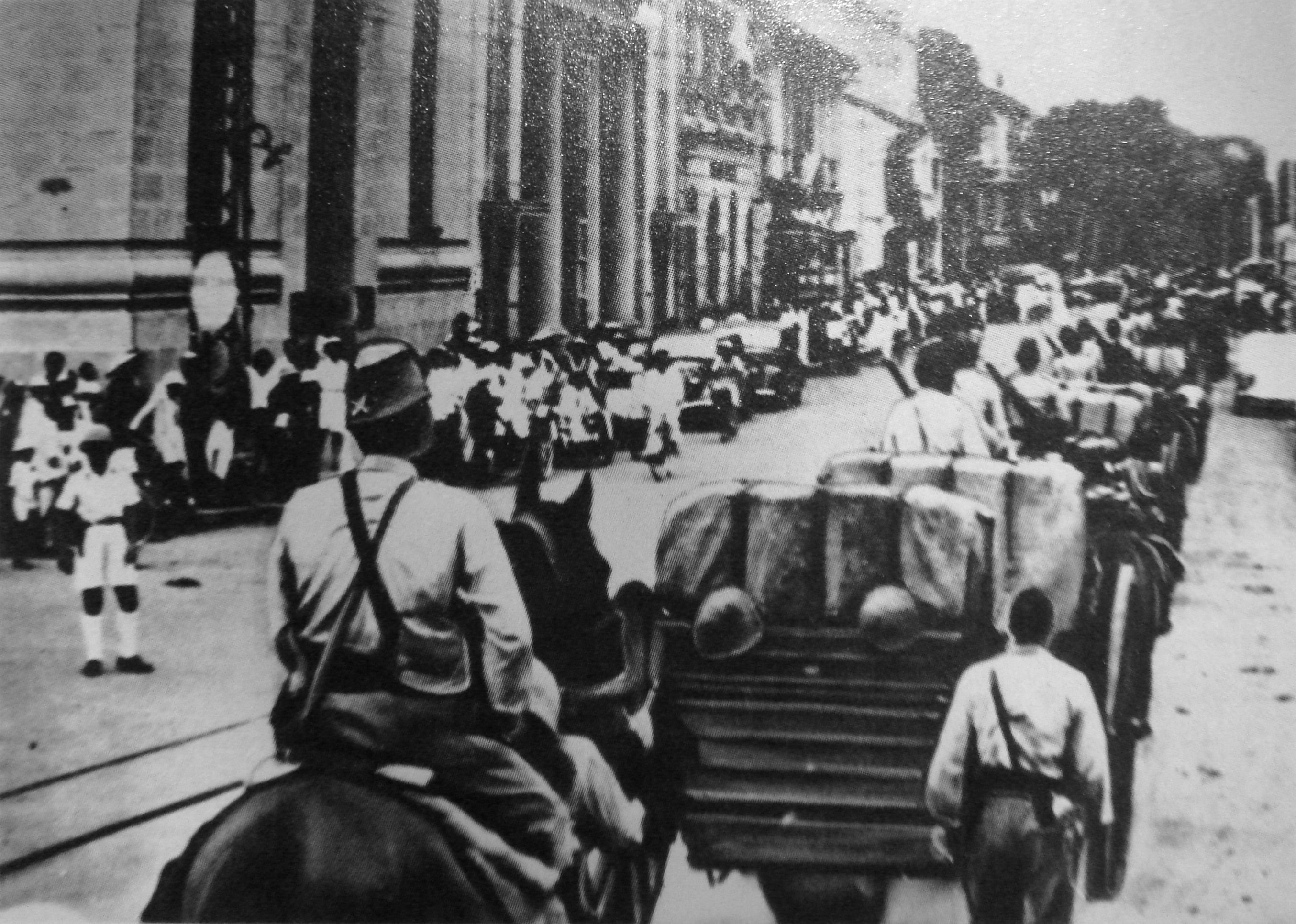
L'Esercito imperiale giapponese entra a Saigon nel 1941

I vertici politico-militari del Giappone mostrarono dubbi sulla vittoria totale della Germania contro l'URSS. Adottarono quindi il piano di espansione nel sud-est asiatico. Il cosiddetto "progetto di politica nazionale", approvato dall'imperatore Hirohito, prevedeva di non intervenire nella guerra tedesco-sovietica ma di estendere il dominio giapponese a sud per acquisire importanti materie prime strategiche, isolare completamente la Cina e creare la "sfera di co-prosperità della Grande Asia orientale". Il 23 luglio, il Giappone costrinse la Francia a firmare un accordo con cui concedeva l'uso della base di Saigon e della baia di Cam Ranh e il permesso di inviare in Indocina 40 000 soldati, per prevenire un attacco angloamericano. Le truppe imperiali si insediarono in tali zone il giorno successivo.
Come risposta, gli Stati Uniti rafforzarono l'embargo a Tokyo sulle forniture di prodotti petroliferi, di minerali e rottami ferrosi e disposero il “congelamento” dei beni giapponesi negli USA, provvedimenti che furono presi immediatamente anche dalla Gran Bretagna e dai Paesi Bassi. La pesante situazione creatasi con l'embargo creò all'interno delle gerarchie militari giapponesi una corrente che spingeva per l'immediata entrata in guerra. Il primo ministro Fumimaro Konoe propose il ritiro delle truppe dalla Cina per convincere gli Stati Uniti a trattare, ma la proposta trovò la forte avversione del capo dell'esercito Hideki Tōjō. Konoe fu costretto a presentare le dimissioni e il 18 ottobre 1941 gli succedette il generale Tojo.

## Guerra del Pacifico
L'8 dicembre 1941 l'Impero giapponese diede il via alla guerra del Pacifico con l'attacco di Pearl Harbor e si lanciò alla conquista del Sud-Est asiatico colonizzato da Regno Unito e Paesi Bassi cogliendo ovunque successi e schiantando le successive e disorganizzate resistenze degli Alleati. Quello stesso giorno fu firmata un'alleanza militare tra Giappone e Indocina francese, e unità terrestri e navali dell'Esercito giapponese partite dalle basi nel sud dell'Indocina invasero la Thailandia, che sarebbe stato il punto di partenza per la successiva campagna di Birmania e di Malesia.

### Struttura del comando giapponese in Indocina
Le unità dell'esercito giapponese controllarono i territori del Sud-est asiatico e del Pacifico sudoccidentale congiuntamente con il comando della Forza di spedizione meridionale, il cui quartier generale era a Saigon, nell'Indocina francese. Subito prima dello scoppio della guerra del Pacifico, il complesso di forze fu posto al comando del maresciallo conte Hisaichi Terauchi, che rimase in carica per tutta la durata del conflitto.

### Sottomissione dei francesi e fine dell'occupazione

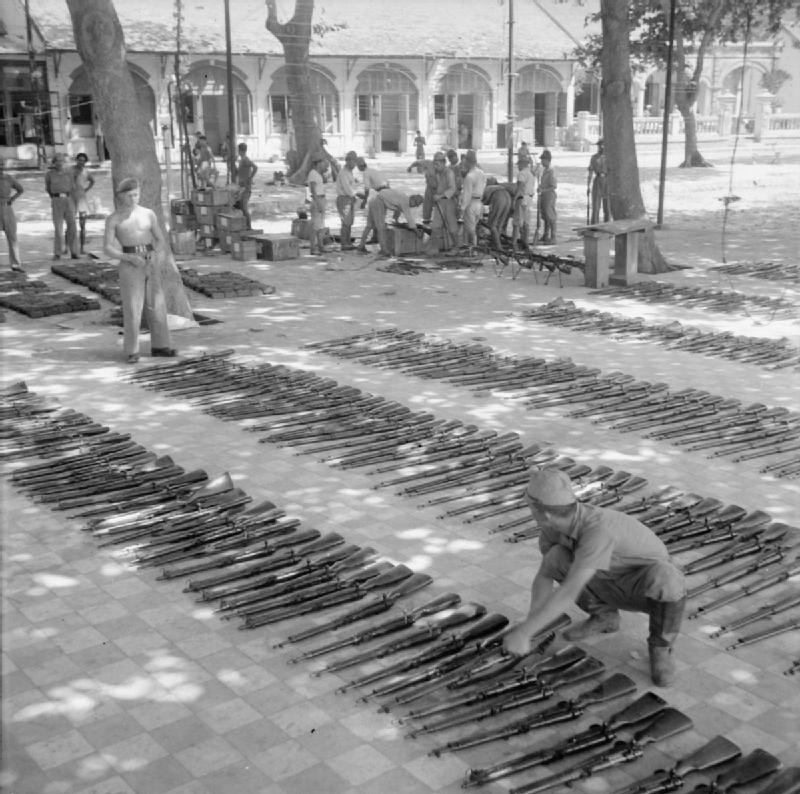
1945, soldato giapponese prigioniero dei britannici pulisce le armi consegnate dai soldati dell'Esercito imperiale del Giappone al momento della resa

In seguito le sorti del conflitto volsero in favore delle forze Alleate. Nell'estate del 1944 fu messo in fuga in Francia il governo di Vichy e il generale Charles de Gaulle fece il suo ingresso trionfale nella Parigi liberata. Nel timore di perdere l'Indocina, il 9 marzo 1945 i giapponesi disarmarono i francesi e occuparono simultaneamente le principali città di Vietnam, Laos e Cambogia, costringendo i locali sovrani a proclamare l'indipendenza dalla Francia e a formare rispettivamente l'Impero del Vietnam, il Regno del Laos e il Regno di Kampuchea, stati fantoccio sotto la tutela giapponese. Tali eventi portarono alla formazione dei movimenti indipendentisti Lao Issara, Khmer Issarak e al rafforzamento dei Viet Minh, formatisi nel 1941. Questi gruppi si batterono contro l'occupazione giapponese e contro il ritorno dei francesi. I patrioti vietnamiti erano i meglio organizzati e fecero capo al Partito Comunista Indocinese (fondato nel 1930). Fu in questo periodo che venne affidato al generale Võ Nguyên Giáp il comando del neonato Esercito di Liberazione del Vietnam, il nucleo di quello che sarebbe diventato l'Esercito Popolare Vietnamita.
Dopo i bombardamenti atomici di Hiroshima e Nagasaki con cui gli Alleati piegarono definitivamente il Giappone e dopo che il 15 agosto l'imperatore Hirohito aveva annunciato la resa del Giappone, i soldati dell'Esercito imperiale subito consegnarono le armi ed iniziarono a ritirarsi da tutta l'Indocina francese.

## Conseguenze dopo il ritiro giapponese
La conferenza di Potsdam, tenutasi tra i vertici dei governi alleati tra il luglio e l'agosto del 1945, stabilì che l'Indocina fosse occupata a nord del 16º parallelo dai cinesi e a sud dai britannici, che a metà settembre sbarcarono a Saigon. Il 5 ottobre 1945 arrivarono a Saigon anche le prime truppe francesi al comando del generale Philippe Leclerc de Hauteclocque, e l'ammiraglio Georges Thierry d'Argenlieu fu nominato Alto Commissario dell'Indocina francese. Subito dopo gli anglo-americani restituirono i poteri ai militari francesi, che si misero all'opera per ristabilire la colonia e pacificare le popolazioni indocinesi.

### Cambogia
In Cambogia, l'effimera Repubblica fondata al ritiro dei giapponesi fu sostenuta prevalentemente dai nazionalisti e si arrese in ottobre al ritorno dei francesi. Alcuni dei patrioti che l'avevano fondata si rifugiarono ai confini con la Thailandia confluendo nel Khmer Issarak. Il movimento clandestino non seppe organizzarsi e finì con il frantumarsi in piccole fazioni. Fu in questo periodo che i Viet Minh acquisirono grande influenza sul Khmer Issarak.

### Laos
I laotiani del Lao Issara destituirono il re il 12 ottobre e promulgarono la Costituzione provvisoria che istituiva la Repubblica del Pathet Lao. Il principe Souphanouvong, noto per le sue simpatie verso i comunisti, venne nominato ministro degli Esteri e capo dell'esercito, e subito siglò un'alleanza militare con il governo Viet Minh. Ma il Pathet Lao era nato su basi instabili, con profonde divergenze al suo interno e soprattutto senza fondi sufficienti. Con i francesi occupati a soffocare la ribellione in Vietnam, i laotiani conservarono l'indipendenza fino al marzo 1946, ma il ritorno delle truppe coloniali costrinse i vertici di Lao Issara a fuggire in Thailandia. Il vecchio sovrano Sisavang Vong tornò al potere con l'aiuto dei francesi, dichiarò nulli tutti gli atti emanati dall'occupazione giapponese in poi ed accettò l'istituzione del Regno del Laos, una monarchia costituzionale sotto protettorato francese.
Il governo del Lao Issara si riformò in esilio in Thailandia, dove la locale diplomazia guidata nell'immediato dopoguerra dal progressista Pridi Banomyong appoggiava i movimenti rivoluzionari del sudest asiatico. In seguito vi fu una spaccatura, l'ala neutralista ottenne il perdono del sovrano e rientrò in Patria, mentre i radicali si unirono ai Viet Minh vietnamiti. La frattura tra indipendentisti/comunisti e filo-occidentali si sarebbe accentuata negli anni successivi fino a sfociare nel 1953 nella guerra civile laotiana.

### Vietnam
Il 16 agosto, il comando militare giapponese in Vietnam consegnò il potere alle autorità di Hanoi, che il giorno dopo furono deposte dalle forze Viet Minh. Quello stesso giorno, il Congresso di Viet Minh diede il via alla rivoluzione di agosto. A capo del nuovo Comitato di Liberazione Nazionale fu posto Ho Chi Minh. La mattina seguente fu proclamato a una folla di 200 000 cittadini ad Hanoi l'inizio della rivolta che nel giro di pochi giorni trionfò in tutte le principali città del Paese. Il 28 agosto Ho Chi Minh annunciò la formazione del governo provvisorio nazionale e il 2 settembre proclamò ad Hanoi davanti a mezzo milione di vietnamiti l'indipendenza della Repubblica Democratica del Vietnam, chiudendo il discorso con un appello alle forze Alleate, vittoriose nel conflitto mondiale, di riconoscere l'indipendenza vietnamita.
In conformità con gli accordi siglati a luglio tra le forze alleate alla Conferenza di Potsdam, un esercito di 180 000 cinesi del Kuomintang di Chiang Kai-shek entrarono in Vietnam a inizio settembre per disarmare i giapponesi. Ho Chi Minh ordinò di evitare scontri armati e ne approfittarono i nazionalisti vietnamiti, appoggiati dai cinesi, che ottennero di entrare in un governo di coalizione. Furono fissate elezioni generali per gennaio, per le quali 70 dei 350 seggi sarebbero spettati ai nazionalisti, e gli altri a chi veniva eletto, compresi gli stessi nazionalisti.
I colonialisti francesi che nel sud furono liberati dalle carceri dai britannici, avevano intanto occupato Saigon e si erano mossi poi verso il delta del Mekong, dove i ribelli comunisti erano stati costretti a rifugiarsi nelle aree più remote. Alle elezioni di gennaio ad Hanoi vi fu il trionfo dei Viet Minh, ma l'imminente arrivo a nord di truppe francesi, previsto per marzo, costrinse Ho a negoziare. L'accordo stabilì l'accettazione degli europei del nuovo Stato vietnamita, a cui fu concesso di avere il proprio esercito, organi legislativi e potere sulle finanze, in cambio i vietnamiti dovettero concedere il dispiegamento di forze armate francesi nel nord e riconoscere di far parte dell'Unione francese, il nuovo organismo coloniale globale che sostituì quelli locali precedenti, tra i quali l'Indocina francese.
Nel 1946, Ho Chi Minh cercò invano una mediazione tra i francesi e l'ala più intransigente del partito, ma la situazione precipitò verso fine anno. I frequenti scontri che si verificarono tra le forze indipendentiste e quelle coloniali ad Haiphong, furono puniti dai francesi con il bombardamento della città in novembre, che causò una perdita di vite umane stimata tra le 6 000 e le 20 000 Nel centro e nel nord del Paese i contingenti francesi furono rinforzati con l'arrivo di 10 000 soldati della legione straniera e i patrioti vietnamiti si prepararono alla guerra. Il 19 dicembre, alla richiesta dei francesi di consegnare le armi e il controllo di Hanoi, i vietnamiti risposero attaccando la centrale elettrica cittadina e postazioni francesi. Fu l'inizio della guerra d'Indocina, che si sarebbe conclusa nel 1953 con la sconfitta francese e la suddivisione del Paese in Vietnam del Nord, controllato dai Viet Mnh, e Vietnam del Sud, che sarebbe finito nelle mani degli Stati Uniti.